# Neolentinus kauffmanii
Neolentinus kauffmanii är en svampart som först beskrevs av A.H. Sm., och fick sitt nu gällande namn av Redhead & Ginns 1985. Neolentinus kauffmanii ingår i släktet Neolentinus och familjen Polyporaceae.   Inga underarter finns listade i Catalogue of Life.